# Самбірська міська рада
Самбірська міська рада — орган місцевого самоврядування у Львівській області з адміністративним центром у місті Самборі. Центр Самбірської міської громади.

## Населені пункти
Міській раді підпорядковані населені пункти:
- м. Самбір
- с. Стрілковичі
- с. Дубрівка
- с. Ваньовичі
- с. Білоки

## Склад ради
Рада складається з 26 депутатів та голови.

### Керівний склад попередніх скликань
| ПІБ                         | Основні відомості | Дата обрання | Дата звільнення |
| --------------------------- | --- | ------------ | --------------- |
| Гамар Юрій Петрович         | Міський голова, 1966 року народження, освіта вища, безпартійний, (8-ме скликання). Попередня посада - міський голова. (6311 голосів (46.45%), друге місце (Копиляк Т.В) - 3585 голосів (26.39%) | 25.10.2020   | по даний час    |
| Гамар Юрій Петрович         | Міський голова, 1966 року народження, освіта вища, безпартійний, обирався за підтримки партія "Воля" (7-ме скликання). Попередня посада - вчитель фізкультури. | 12.11.2015   | 24.10.2020      |
| Копиляк Тарас Васильович    | Міський голова, 1968 року народження, освіта вища, безпартійний, обирався за підтримки партії "Фронт змін" (6-те скликання). Попередня посада - приватний підприємець. | 31.10.2010   | 25.10.2015      |
| Кіт Михайло Іванович        | Міський голова, 1949 року народження, освіта вища, безпартійний (5-те скликання). Попередня посада - викладач Дрогобицького педуніверситету. | 26.03.2006   | 13.10.2010      |
| Тершовчин Тарас Іванович    | міський голова, 1960 року народження, освіта вища, КУН (3-тє скликання). Достроково припиненні повноваження 8.08.2015 року. Виконував обов'язки міського голови з 8.08.05 по 25.03.06 секретар Самбірськоїміської ради Роман Чаплик). Попередня посада - заступник директора Інституту Державознавства в Києві | 10.04.2002   | 08.08.2005      |
| Кіт Михайло Іванович        | Міський голова, 1949 року народження, освіта вища, безпартійний (3-тє скликання). Попередня посада - міській голова Самбора. | 1998         | 2002            |
| Кіт Михайло Іванович        | Міський голова, 1949 року народження, освіта вища, безпартійний (2-ге демократичне скликання). Попередня посада - голова колгоспу ім.Фрунзе с.Бабино, Самбірського району. | 1994         | 1998            |
| Попадюк Зорян Володимирович | голова міської ради, пізніше міськвиконкому Самбірської міської ради, пізніше представник Президента України в Самбірському районі, 1953 року народження (1-ше демократичне скликання). Попередня посада - робітник. Дисидент, 14 років таборів - з 1973 по 1987 рік).                                         | 1990         | 1994            |
|                             | |              |                 |

Примітка: таблиця складена за даними джерела

### Депутати 8-го демократичного скликання
За результатами місцевих виборів 2020 року депутатами ради стали:
| № ТВО за яким закріплено                                | Прізвище, ім'я, по батькові   | Відомості | Голосів ЗА у ТВО | %               |
| Політична партія "Слуга Народу"                         |                               | |                  |                 |
| 1                                                       | Денькович Іван Степанович     | Громадянин України, народився 01.01.1967 р., освіта вища, безпартійний, ТзОВ "Ринок-Сервіс", директор, місце проживання: м. Самбір, Львівська обл                                                            | Перший кандидат  | Перший кандидат |
| 2                                                       | Дмитришин Юрій Любомирович    | Громадянин України, народився 03.08.1980 р., освіта вища, Самбірська міська рада, секретар, місце проживання: м. Самбір, Львівська обл.                                                                      |                  |                 |
| 3                                                       | Павлішак Роман Ярославович    | Громадянин України, народився 22.02.1966 р., освіта вища, безпартійний, ПП "МСЛ-Центр", Головний лікар, місце проживання: м. Самбір, Львівська обл                                                           |                  |                 |
| Політична партія “НАРОДНИЙ РУХ УКРАЇНИ”                 |                               | |                  |                 |
| 4                                                       | ПЕЛЬЧАР Степан Ярославович    | | Перший кандидат  | Перший кандидат |
| 5                                                       | РІВНЯК Зіновій Ігорович       | Громадянин України, народився 23.03.1993 р., освіта вища, безпартійний, тимчасово безробітний, місце проживання: м. Самбір, Львівська обл.                                                                   |                  |                 |
| 6                                                       | ГОЛОВЧАК Василь Степанович    | |                  |                 |
| Політична партія “Об’єднання “САМОПОМІЧ”                |                               | |                  |                 |
| 7                                                       | ПОЛЮГА Олег Омелянович        | Громадянин України, народився 31.03.1974 р., освіта вища, безпартійний, ПТМ Самбірський теплокомуненерго, директор, місце проживання: м. Самбір, Львівська обл.                                              | Перший кандидат  | Перший кандидат |
| 8                                                       | БОНДАРЕЦЬ Василь Іванович     | Громадянин України, народився 11.04.1970 р., освіта вища, безпартійний, місце проживання: м. Самбір, Львівська обл.                                                                                          |                  |                 |
| 9                                                       | УХАЧ Святослав Анатолійович   | Громадянин України, народився 31.03.1974 р., освіта вища, безпартійний, Самбірська міська рада, заступник, місце проживання: м. Самбір, Львівська обл.                                                       |                  |                 |
| Політична партія “ЄВРОПЕЙСЬКА СОЛІДАРНІСТЬ”             |                               | |                  |                 |
| 10                                                      | РОМАНЯК Іван Миколайович      | | Перший кандидат  | Перший кандидат |
| 11                                                      | ГАЙДУЧОК Ліля Іванівна        | |                  |                 |
| 12                                                      | МАЛЕЦЬКИЙ Ігор Володимирович  | |                  |                 |
| Політична партія «УКРАЇНСЬКА ГАЛИЦЬКА ПАРТІЯ»           |                               | |                  |                 |
| 13                                                      | ЯКУБОВСЬКА Світлана Андріївна | | Перший кандидат  | Перший кандидат |
| 14                                                      | СТАРОДУБ Ярослав Михайлович   | |                  |                 |
| Політична партія Всеукраїнське об’єднання “СВОБОДА”     |                               | |                  |                 |
| 15                                                      | ЛЕШКОВИЧ Юрій Іванович        | Громадянин України, народився 11.09.1967 р., освіта вища, член політичної партії Всеукраїнське об’єднання "Свобода", П/П, директор, місце проживання: м. Самбір, Львівська обл.                              | Перший кандидат  | Перший кандидат |
| 16                                                      | КОВАЛІВ Володимир Іванович    | |                  |                 |
| 17                                                      | ПРОСКУРНЯК Оксана Василівна   | |                  |                 |
| Політична партія Всеукраїнське об’єднання “БАТЬКІВЩИНА” |                               | |                  |                 |
| 18                                                      | МОСІЙЧУК Любов Миколаївна     | Громадянка України, народилася 21.05.1962 р., освіта вища, безпартійна, Загальноосвітня середня школа №10 м.Самбір, директор, місце проживання: м. Самбір, Львівська обл.                                    | Перший кандидат  | Перший кандидат |
| 19                                                      | МУРАЙКО Володимир Іванович    | Громадянин України, народився 29.10.1973 р., освіта вища, член політичної партії Всеукраїнське об’єднання "Батьківщина", Приватне підприємство "Макс", директор, місце проживання: м. Самбір, Львівська обл. |                  |                 |
| Політична партія “СИЛА І ЧЕСТЬ”                         |                               | |                  |                 |
| 20                                                      | ЛОЗИНСЬКИЙ Микола Ігорович    | Громадянин України, народився 08.09.1981 р., освіта вища, безпартійний, місце проживання: м. Самбір, Львівська обл.                                                                                          | Перший кандидат  | Перший кандидат |
| 21                                                      | ЧЕРЕВИЧНА Надія Михайлівна    | |                  |                 |
| 22                                                      | ГЕНТОШ Олег Тарасович         | |                  |                 |
| Політична партія “ГОЛОС”                                |                               | |                  |                 |
| 23                                                      | ОНИЩУК Олег Омелянович        | | Перший кандидат  | Перший кандидат |
| 24                                                      | БУБНЮК Андрій Ярославович     | Громадянин України, народився 12.03.1988 р., освіта загальна середня, безпартійний, приватний підприємець, місце проживання: м. Самбір, Львівська обл.                                                       |                  |                 |
| 25                                                      | ШПАК Надія Петрівна           | |                  |                 |
| 26                                                      | ЮЗВ’ЯК Наталя Іванівна        | |                  |                 |

### Депутати 7-го демократичного скликання
За результатами місцевих виборів 2015 року депутатами ради стали:

#### За суб'єктами висування
| Кількість депутатів ради, які обираються | 26 |
| Кількість обраних                        | 26 |

Загальні відомості про результати голосування
| Найменування партії                                        | К-сть голосів, поданих за місцеву організацію політичної партії | К-сть отриманих депутатських мандатів |
| Політична партія "Воля"                                    | 2725                                                            | 8                                     |
| ПАРТІЯ "БЛОК ПЕТРА ПОРОШЕНКА "СОЛІДАРНІСТЬ"                | 1723                                                            | 5                                     |
| Радикальна партія Олега Ляшка                              | 1559                                                            | 4                                     |
| ПОЛІТИЧНА ПАРТІЯ "ГРОМАДСЬКИЙ РУХ "НАРОДНИЙ КОНТРОЛЬ"      | 1256                                                            | 3                                     |
| Політична партія "Об’єднання "САМОПОМІЧ"                   | 1213                                                            | 3                                     |
| політична партія Всеукраїнське об’єднання "Свобода"        | 1192                                                            | 3                                     |
| політична партія Конгрес Українських Націоналістів         | 915                                                             | 3                                     |
| політична партія Всеукраїнське об’єднання "Батьківщина"    | 898                                                             | 3                                     |
| політична партія Народний Рух України                      | 882                                                             | 2                                     |
| ПОЛІТИЧНА ПАРТІЯ "УКРАЇНСЬКЕ ОБ’ЄДНАННЯ ПАТРІОТІВ – УКРОП" | 633                                                             | 0                                     |
| Політична партія "Громадянська позиція"                    | 505                                                             | 0                                     |
| Народна Партія                                             | 438                                                             | 0                                     |
| політична партія ДемАльянс (Демократичний альянс)          | 252                                                             | 0                                     |
| Політична партія "Наш край"                                | 200                                                             | 0                                     |

Відомості про обраних
| Найменування партії                                     | Кількість обраних | %     |
| Політична партія "Воля"                                 | 8                 | 23.53 |
| ПАРТІЯ "БЛОК ПЕТРА ПОРОШЕНКА "СОЛІДАРНІСТЬ"             | 5                 | 14.71 |
| Радикальна партія Олега Ляшка                           | 4                 | 11.76 |
| Політична партія "Об’єднання "САМОПОМІЧ"                | 3                 | 8.82  |
| політична партія Всеукраїнське об’єднання "Свобода"     | 3                 | 8.82  |
| ПОЛІТИЧНА ПАРТІЯ "ГРОМАДСЬКИЙ РУХ "НАРОДНИЙ КОНТРОЛЬ"   | 3                 | 8.82  |
| політична партія Всеукраїнське об’єднання "Батьківщина" | 3                 | 8.82  |
| політична партія Конгрес Українських Націоналістів      | 3                 | 8.82  |
| політична партія Народний Рух України                   | 2                 | 5.88  |

За округами
| № ТВО за яким закріплено                                | Прізвище, ім'я, по батькові              | Відомості | Голосів ЗА у ТВО | %       |
| Політична партія "Воля"                                 |                                          | |                  |         |
| 3                                                       | Струсь Андрій Миколайович                | Громадянин України, народився 18.06.1964 р., освіта вища, безпартійний, Філія економічного факультету Львівського національного університету ім.Ів.Франка, Завідувач господарством, місце проживання: м. Самбір, Львівська обл.                              | 139              | 34,3200 |
| 13                                                      | Лисович Василь Іванович                  | Громадянин України, народився 31.01.1964 р., освіта вища, безпартійний, м.Самбір, пенсіонер, місце проживання: м. Самбір, Львівська обл. | 132              | 30,8400 |
| 14                                                      | Юркевич Микола Миколайович               | Громадянин України, народився 16.05.1983 р., освіта вища, безпартійний, Комунальний заклад Самбірська центральна районна лікарня, Лікар-хірург, місце проживання: с. Ралівка, Самбірський р-н, Львівська обл.                                                | 115              | 28,7500 |
| 22                                                      | Криванчик Галина Анатоліївна             | Громадянка України, народилася 09.11.1974 р., освіта вища, безпартійна, Редакція газети "Голос Самбірщини", Заступник редактора газети "Голос Самбірщини", місце проживання: м. Самбір, Львівська обл.                                                       | 112              | 27,4500 |
| 6                                                       | Кічурка Микола Васильович                | Громадянин України, народився 27.08.1970 р., освіта професійно-технічна, безпартійний, м.Самбір, Фізична особа підприємець, місце проживання: м. Самбір, Львівська обл.                                                                                      | 112              | 26,2300 |
| 9                                                       | Бондарець Василь Іванович                | Громадянин України, народився 11.04.1970 р., освіта вища, безпартійний, ДНЗ "Самбірський навчальний центр №121", директор, місце проживання: м. Самбір, Львівська обл.                                                                                       | 103              | 24,7600 |
| 24                                                      | Жовнір Андрій Володимирович              | Громадянин України, народився 03.01.1950 р., освіта вища, безпартійний, Комунальний заклад Самбірська центральна районна лікарня, Завідувач неврологічним відділенням, місце проживання: м. Самбір, Львівська обл.                                           | 89               | 23,3600 |
| 21                                                      | Дмитришин Юрій Любомирович               | Громадянин України, народився 03.08.1980 р., освіта вища, член Політичної партії "Воля", Дрогобицький державний педагогічний університет ім.Ів.Франка, Доцент кафедри правознавства, соціології та політології, місце проживання: м. Самбір, Львівська обл.  | 93               | 22,7400 |
| ПАРТІЯ "БЛОК ПЕТРА ПОРОШЕНКА "СОЛІДАРНІСТЬ"             |                                          | |                  |         |
| Перший кандидат                                         | Лозинський Микола Ігорович               | Громадянин України, народився 08.09.1981 р., освіта вища, безпартійний, ЦПЗ №2 м. Самбора, Заступник начальника, місце проживання: м. Самбір, Львівська обл.                                                                                                 |                  |         |
| 12                                                      | Кузьмяк Ярослав Степанович               | Громадянин України, народився 03.08.1974 р., освіта середня спеціальна, безпартійний, Фізична особа - підприємець, місце проживання: м. Самбір, Львівська обл.                                                                                               | 172              | 36,2900 |
| 21                                                      | Пицик Роман Євгенович                    | Громадянин України, народився 14.05.1974 р., освіта вища, безпартійний, Виконавчий комітет Самбірської міської ради, Начальник юридичного відділу, місце проживання: м. Самбір, Львівська обл.                                                               | 97               | 23,7200 |
| 7                                                       | Барна Роман Павлович                     | Громадянин України, народився 04.09.1960 р., освіта вища, безпартійний, МТВПП "Гопак", директор, місце проживання: м. Самбір, Львівська обл. | 81               | 21,6000 |
| 15                                                      | Круль Володимир Мартинович               | Громадянин України, народився 18.06.1964 р., освіта вища, безпартійний, тимчасово не працює, місце проживання: м. Самбір, Львівська обл. | 75               | 20,1100 |
| Радикальна партія Олега Ляшка                           |                                          | |                  |         |
| Перший кандидат                                         | Француз Олег Ярославович                 | Громадянин України, народився 17.10.1975 р., освіта вища, член Радикальної партії Олега Ляшка, Заступник директора по комерції ПРАТ Старосамбірський кар"’єр, голова, місце проживання: м. Самбір, Львівська обл.                                            |                  |         |
| 10                                                      | Гейник Лілія Василівна                   | Громадянка України, народилася 03.06.1968 р., освіта вища, безпартійна, Фізична особа підприємець, місце проживання: м. Самбір, Львівська обл. | 164              | 32,8000 |
| 2                                                       | Полюга Олег Омелянович                   | Громадянин України, народився 31.03.1974 р., освіта вища, безпартійний, ПТМ Самбірський теплокомуненерго, директор, місце проживання: м. Самбір, Львівська обл.                                                                                              | 100              | 24,6900 |
| 8                                                       | Дутко Світлана Степанівна                | Громадянка України, народилася 29.02.1964 р., освіта вища, безпартійна, Самбірська міська рада, Заступник міського голови, місце проживання: м. Самбір, Львівська обл.                                                                                       | 109              | 24,3800 |
| політична партія Всеукраїнське об’єднання "Батьківщина" |                                          | |                  |         |
| Перший кандидат                                         | Дзіковський Роман Васильович             | Громадянин України, народився 30.12.1968 р., освіта вища, член політичної партії Всеукраїнське об’єднання "Батьківщина", Мале приватне підприємство "Статус", директор, місце проживання: м. Самбір, Львівська обл.                                          |                  |         |
| 15                                                      | Мурайко Володимир Іванович               | Громадянин України, народився 29.10.1973 р., освіта вища, член політичної партії Всеукраїнське об’єднання "Батьківщина", Приватне підприємство "Макс", директор, місце проживання: м. Самбір, Львівська обл.                                                 | 86               | 23,0600 |
| 28                                                      | Мосійчук Любов Миколаївна                | Громадянка України, народилася 21.05.1962 р., освіта вища, безпартійна, Загальноосвітня середня школа №10 м.Самбір, директор, місце проживання: м. Самбір, Львівська обл.                                                                                    | 75               | 19,1800 |
| політична партія Всеукраїнське об’єднання "Свобода"     |                                          | |                  |         |
| Перший кандидат                                         | Гнатик Руслан Степанович                 | Громадянин України, народився 01.05.1971 р., освіта вища, член політичної партії Всеукраїнське об’єднання "Свобода", Львівський Прикордонний округ, начальник охорони здоров’я Львівського прикордонного загону, місце проживання: м. Самбір, Львівська обл. |                  |         |
| 32                                                      | Лешкович Юрій Іванович                   | Громадянин України, народився 11.09.1967 р., освіта вища, член політичної партії Всеукраїнське об’єднання "Свобода", П/П, директор, місце проживання: м. Самбір, Львівська обл.                                                                              | 51               | 15,7400 |
| 31                                                      | Лешкович Руслана Іванівна                | Громадянка України, народилася 25.03.1970 р., освіта вища, безпартійна, П/П, директор, місце проживання: м. Самбір, Львівська обл. | 54               | 14,1400 |
| ПОЛІТИЧНА ПАРТІЯ "ГРОМАДСЬКИЙ РУХ "НАРОДНИЙ КОНТРОЛЬ"   |                                          | |                  |         |
| Перший кандидат                                         | Жепко Андрій Богданович                  | Громадянин України, народився 12.08.1990 р., освіта вища, член ПОЛІТИЧНОЇ ПАРТІЇ "ГРОМАДСЬКИЙ РУХ "НАРОДНИЙ КОНТРОЛЬ", редакція газети "Новини Самбора", кореспондент, місце проживання: м. Самбір, Львівська обл.                                           |                  |         |
| 34                                                      | Денько Юрій Іванович                     | Громадянин України, народився 11.11.1965 р., освіта вища, безпартійний, КЦ "Самбірська ЦРЛ", Головний лікар, місце проживання: м. Самбір, Львівська обл. | 105              | 23,9700 |
| 6                                                       | Бубнюк Андрій Ярославович                | Громадянин України, народився 12.03.1988 р., освіта загальна середня, безпартійний, приватний підприємець, місце проживання: м. Самбір, Львівська обл. | 96               | 22,4800 |
| політична партія Конгрес Українських Націоналістів      |                                          | |                  |         |
| Перший кандидат                                         | Спаньчак Василь Ярославович              | Громадянин України, народився 04.08.1958 р., освіта вища, член політичної партії Конгрес Українських Націоналістів, ТзОВ "Бродівське АТП – 14610", директор, місце проживання: м. Самбір, Львівська обл.                                                     |                  |         |
| 23                                                      | Мацьків Іван Миколайович                 | Громадянин України, народився 30.06.1972 р., освіта професійно-технічна, член політичної партії Конгрес Українських Націоналістів, тимчасово не працюючий, місце проживання: м. Самбір, Львівська обл.                                                       | 77               | 18,1200 |
| 19                                                      | Кульчицький-Поливко Володимир Богданович | Громадянин України, народився 14.02.1958 р., освіта вища, член політичної партії Конгрес Українських Націоналістів, Самбірський технікум економіки та інформатики, заступник директора, місце проживання: м. Самбір, Львівська обл.                          | 57               | 15,2800 |
| Політична партія "Об’єднання "САМОПОМІЧ"                |                                          | |                  |         |
| Перший кандидат                                         | Денькович Іван Степанович                | Громадянин України, народився 01.01.1967 р., освіта вища, безпартійний, ТзОВ "Ринок-Сервіс", директор, місце проживання: м. Самбір, Львівська обл. |                  |         |
| 11                                                      | Кміть Ірина Володимирівна                | Громадянка України, народилася 13.05.1977 р., освіта вища, безпартійна, Самбірський медичний коледж, викладач, місце проживання: м. Самбір, Львівська обл.                                                                                                   | 107              | 24,2100 |
| 27                                                      | Павлішак Роман Ярославович               | Громадянин України, народився 22.02.1966 р., освіта вища, безпартійний, ПП "МСЛ-Центр", Головний лікар, місце проживання: м. Самбір, Львівська обл. | 91               | 20,1300 |
| політична партія Народний Рух України                   |                                          | |                  |         |
| Перший кандидат                                         | Кузьо Степан Миколайович                 | Громадянин України, народився 04.01.1956 р., освіта вища, член політичної партії Народний Рух України, Самбірське ШРБУ-88, головний інженер, місце проживання: м. Самбір, Львівська обл.                                                                     |                  |         |
| 29                                                      | Рівняк Зеновій Ігорович                  | Громадянин України, народився 23.03.1993 р., освіта вища, безпартійний, тимчасово безробітний, місце проживання: м. Самбір, Львівська обл. | 106              | 24,0900 |